# The Yellow Ticket
The Yellow Ticket is een Amerikaanse dramafilm uit 1931 onder regie van Raoul Walsh. Destijds werd de film in Nederland uitgebracht onder de titel De gele kaart.

## Verhaal
In het tsaristische Rusland mogen Joden hun dorp niet verlaten. De autoriteiten geven Marya dan ook geen toestemming om haar vader  op zijn sterfbed te bezoeken. Marya leert dat prostituees een "gele kaart" kunnen krijgen, waar ze vrij mee door Rusland kunnen reizen. Met zo'n reispas tijgt ze naar Sint-Petersburg.

## Rolverdeling
| Acteur           | Personage             |
| ---------------- | --------------------- |
| Elissa Landi     | Marya Kalish          |
| Lionel Barrymore | Baron Igor Andreeff   |
| Laurence Olivier | Julian Rolfe          |
| Walter Byron     | Graaf Nikolai         |
| Arnold Korff     | Grootvader Kalish     |
| Mischa Auer      | Melchior              |
| Edwin Maxwell    | Politieagent Boligoff |
| Rita La Roy      | Fania Rubinstein      |